# Olijfrugwielewaal
De olijfrugwielewaal (Oriolus sagittatus) is een zangvogel uit de familie Oriolidae (Wielewalen en vijgvogels).

## Verspreiding en leefgebied
Deze soort komt voor in Australië en Nieuw-Guinea en telt vier ondersoorten:
- O. s. magnirostris: Trans Fly (zuidelijk-centraal Nieuw-Guinea).
- O. s. affinis: noordwestelijk en noordelijk-centraal Australië.
- O. s. grisescens: Kaap York (noordoostelijk Australië) en de Torreseilanden.
- O. s. sagittatus: oostelijk Australië.

## Status
De grootte van de populatie is niet gekwantificeerd maar de soort wordt omschreven als plaatselijk algemeen. Op de Rode lijst van de IUCN heeft deze soort de status niet bedreigd.